# カナダ・ウクライナ旅団
カナダ・ウクライナ旅団（ウクライナ語: Канадсько-українська бригада, ラテン文字転写: Kanadsʹko-ukrayinsʹka bryhada, 英語: Canadian-Ukrainian Brigade）は、ウクライナ領土防衛部隊外国人軍団の部隊であり、元軍人を含むカナダ人およびイギリス人が2022年に結成した。

## 概要
ロシアの侵略者からウクライナを守るために国際的な戦闘部隊を創設するとウォロディミル・ゼレンスキー大統領が発表した後、2022年の2月末から3月初旬のどこかで結成されたと推測される。
カナダで唯一ウクライナ大使館からの勧誘を許可されている組織であり、ウクライナ系で元下院議員のボリス・ウルツェスネフスキーなどが支援している。

## 組織
- 第1小隊 (人道支援)
- 第2小隊 (非殺傷軍事支援)
- 第3小隊 (軍事訓練)
- 第4小隊 (リクルート)
- 第5小隊 (情報作戦)
- 第6小隊 (行政支援)